# Толбот, Элис-Мэри
Элис-Мэри Толбот (англ. Alice-Mary Talbot) — американская византинистка, переводчица. PhD по истории.
Окончила Рэдклифф-колледж со степенью бакалавра классики. Училась в Колумбийском университете у профессора Игоря Шевченко, где получила степени магистра искусств и PhD. Преподавала в колледжах. В 1966—68, 1978—83, 1991—2009 гг. работала в Думбартон-Оксе Гарварда, с 1997 года — директор византинистики, затем эмерит. В 2011/2 гг. президент Американской академии средневековья. Почётный доктор Сент-Эндрюсского университета (2015).
Замужем, дети.